# Liang postérieur (386-403)
Pour les articles homonymes, voir Liang.
386–403
Entités précédentes :
- Qin antérieur

Entités suivantes :
- Liang méridional
- Liang septentrional
- Qin postérieur

Le Liang postérieur (chinois simplifié: 后凉, chinois traditionnel: 後凉, Hanyu pinyin Hòu Liáng) (386 - 403) était un État de la période des Seize Royaumes de la Chine, pendant la dynastie Jin.
Il a été fondé par la famille Lü de l’ethnie Di. 
Tous les dirigeants du Liang postérieur se sont dits de la noblesse Wang.

## Souverains du Liang postérieur
1. Lü Guang (en) (呂光), règne de 386 à 400
2. Lü Shao (en) (呂紹), règne en 400, son fils
3. Lü Zuan (en) (呂纂), règne de 400 à 401, son frère
4. Lü Long (en) (呂隆), règne de 401 à 403, son cousin